# راي ساساكي
راي ساساكي (بالإنجليزية: Ray Sasaki)‏ هو بواق أمريكي، ولد في 22 أكتوبر 1948.

## وصلات خارجية
- راي ساساكي على موقع ميوزك برينز (الإنجليزية)
- راي ساساكي على موقع ديسكوغز (الإنجليزية)